# Wakiso
Wakiso (o Wakiso Town) è un'area urbana della Regione Centrale dell'Uganda, sede amministrativa del distretto omonimo. Si trova circa 18 km a nordovest dalla capitale Kampala, sull'autostrada che collega quest'ultima a Hoima. Sulla base dei dati rilevati dal censimento del 2002 e della stima del tasso di crescita annuo nell'Uganda centrale, la popolazione di Wakiso nel 2009 può essere stimata intorno alle 19.000.